# Francesco Bonatelli
Francesco Bonatelli, född 25 april 1830, död 13 maj 1911, var en italiensk filosof.
Bonatelli var professor i Bologna och Padua. Bonatelli företrädde en spirtualistisk riktning, som ville respektera de experimentella vetenskapernas resultat och som inom den romersk-katolska ortodoxins ram på nytt anknöt till den italienska nykantianska ideologins traditioner och framför allt besjälades av den herbartianska skolans och Lotzes läror. Bonatelli ägande sig främst åt psykologi och kunskapsteori. Bland hans verk märks La conscienza e il meccanismo interiore (1872), Percezione e pensiero (1892-95), Elementi di psicologia e logica (1892), samt Studi di epistemologia (1904-05).